# Skaftö landskommun
Skaftö landskommun var en tidigare kommun i dåvarande Göteborgs och Bohus län.

## Administrativ historik
Den ursprungliga Skaftö kommun bildades 1892 genom en utbrytning ur Morlanda landskommun. Den omfattade då Skaftö församling, med undantag av fiskelägena Fiskebäckskil och Grundsund, som utgjorde egna kommuner sedan tidigare.
I kommunen inrättades 30 augusti 1912 Östersidans municipalsamhälle.
Vid kommunreformen 1952 bildade den storkommun genom sammanläggning med Grundsund, Fiskebäckskil med Fiskebäckskils municipalsamhälle, Bokenäs och Dragsmark. 
31 december 1957 upplöstes Östersidans municipalsamhälle. 
Denna kommun ägde bestånd fram till 1971, då Bokenäs och Dragsmark införlivades med Uddevalla kommun, medan Skaftö gick upp i Lysekils kommun.

### Kyrklig tillhörighet
I kyrkligt hänseende tillhörde kommunen Skaftö församling. Den 1 januari 1952 tillkom församlingarna Bokenäs och Dragsmark.

## Geografi
Skaftö landskommun omfattade den 1 januari 1952 en areal av 91,49 km², varav 91,02 km² land.

### Tätorter i kommunen 1960
| Tätort        | Folkmängd |
| ------------- | --------- |
| Grundsund     | 862       |
| Fiskebäckskil | 426       |

Tätortsgraden i kommunen var den 1 november 1960 45,3 procent.

## Politik

### Mandatfördelning i valen 1942–1966
| 5 | 15 |

| 20 |

| 3 | 17 |

| 20 |

| 7 | 15 | 6 | 7 |

| 35 |

| 7 | 13 | 7 | 8 |

| 35 |

| 6 | 16 | 7 | 6 |

| 35 |

| 7 | 15 | 7 | 7 |

| 35 |

| 7 | 12 | 7 | 6 | 3 |

| 33 |